# Ritratto d'uomo (Petrus Christus)
Ritratto d'uomo è un dipinto olio su tavola (47,6x35,2 cm) di Petrus Christus, datato 1475 circa e conservato nel Los Angeles County Museum of Art.

## Descrizione e stile
L'opera ritrae un uomo sconosciuto, di elevato rango sociale a giudicare dal suo abbigliamento. La giubba è infatti bordata di pelliccia e sembra di raso, mentre la berretta cilindrica e il colletto sono di stoffa nera, il colore più costoso.
La posa è tipicamente di tre quarti, lo sfondo scuro e la rappresentazione è estremamente essenziale, in contrasto, come accade anche per gli altri grandi maestri fiamminghi, con la produzione sacra, più sfarzosa e ricca di dettagli descrittivi.
La luce è radente ed illumina l'effigie come se si affacciasse da una nicchia, facendo emergere gradualmente i lineamenti e le sensazioni del personaggio. L'uso dei colori a olio, come tipico nella scuola fiamminga, permette poi un'acuta definizione della luce, con morbidissimi passaggi tonali, che riescono a restituire la diversa consistenza dei materiali.
L'opera viene spesso indicata come possibile modello per i ritratti dell'italiano Antonello da Messina, che fu forse in contatto con Petrus Christus in occasione di un possibile viaggio in Italia del fiammingo. Ma rispetto alle opere dell'italiano è evidente come in questo ritratto l'attenzione del pittore sia concentrata sugli effetti di luce, a scapito dell'individuazione psicologica e della sintesi formale presente invece nelle opere del siciliano.